# موكب الشهب

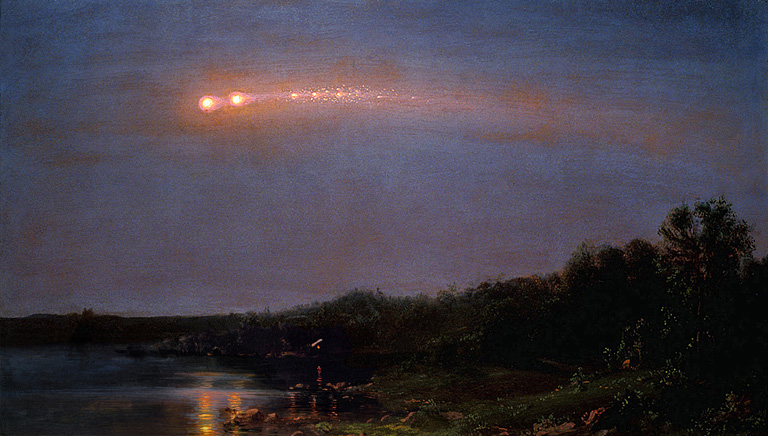
رسم زيتي ل فريتز إدوين تشرتش, النيزك الكبير 18 تموز/يوليو 1860

موكب الشهب (بالإنجليزية: Meteor procession)‏ هي ظاهرة تحدث عندما ينهار نيزك (شهاب) يرعى الأرض (بالإنجليزية: Earth-grazing)‏ وتنتقل شظاياه عبر السماء في نفس المسار. وفقا للفيزيائي دونالد أولسون، لم يسجل سوى عدد قليل من هذه الحوادث، بما في ذلك:
- النيزك الكبير 18 آب/أغسطس 1783. [1][2]
- النيزك الكبير 18 تموز/يوليو 1860 يعتقد دونالد أولسون أن يكون هذا الحدث هو نفسه المشار إليه في قصيدة والت ويتمان سنة الشهب 1859-1860.[3][4]
- النيزك الكبير 21 كانون الأول/ديسمبر 1876 شوهد فوق كانساس، ميسوري، إلينوي، إنديانا، أوهايو، بنسلفانيا.[5]
- النيزك الكبير 9 شباط/فبراير 1913 سلسلة من الشهب البطيئة والكبيرة التي تتحرك من الشمال الغربي إلى الجنوب الشرقي، وشوهدت فوق أمريكا الشمالية، ولا سيما في كندا وشمال المحيط الأطلسي وجنوب المحيط الأطلسي الاستوائي.

## روابط خارجية
- Meteors, Meteoroids, and Meteorites